# Dirty Dancing (ścieżka dźwiękowa)
Dirty Dancing (pełny tytuł: Dirty Dancing: Original Soundtrack From The Vestron Motion Picture) - to oryginalna ścieżka dźwiękowa do filmu z roku 1987 zatytułowanego również Dirty Dancing.
W Polsce soundtrack uzyskał status złotej płyty.

## Lista utworów
1. "(I’ve Had) The Time of My Life" - Bill Medley, Jennifer Warnes – 4:47
2. "Be My Baby" - Ronettes – 2:37
3. "She’s Like the Wind" - Patrick Swayze – 3:51
4. "Hungry Eyes" - Eric Carmen – 4:06
5. "Stay" - Maurice Williams & the Zodiacs – 1:34
6. "Yes" - Merry Clayton – 3:15
7. "You Don't Own Me" - The Blow Monkeys – 3:00
8. "Hey! Baby" - Bruce Channel – 2:21
9. "Overload" - Zappacosta – 3:39
10. "Love Is Strange" - Mickey & Sylvia – 2:52
11. "Where Are You Tonight?" - Tom Johnston – 3:59
12. "In the Still of the Night" - The Five Satins – 3:03
13. "Big Girls Don't Cry" - Frankie Valli The Four Seasons
14. "Will You Love Me Tomorrow" - The Shirelles
15. "Cry to Me" - Solomon Burke
16. "Love Man" - Otis Redding
17. "Do You Love Me" - The Contours
18. "Some Kind of Wonderful" - The Drifters
19. "Wipeout" - The Surfaris
20. "These Arms of Mine" - Otis Redding